# Zoja Grancharova
Zoja Grancharova (Bulgaria, 6 de mayo de 1966) es una gimnasta artística búlgara especialista en la prueba de suelo, con la que ha logrado ser medallista de bronce mundial en 1981.

## 1981
En el Mundial de Moscú 1981 gana el bronce en el ejercicio de suelo, quedando situada en el podio tras las soviéticas Natalia Ilienko (oro) y Elena Davidova (plata).